# Itapina
Itapina é um distrito do município brasileiro de Colatina, no interior do estado do Espírito Santo. Segundo o censo demográfico de 2022, realizado pelo Instituto Brasileiro de Geografia e Estatística (IBGE), sua população era de 1 983 habitantes e havia 779 domicílios particulares permanentes ocupados.
Foi criado com o nome de Lage pela lei estadual nº 1.381 de 4 de julho de 1923. Passou a se chamar Itapina pela lei estadual nº 15.177 de 31 de dezembro de 1943.
Colonizada por italianos, alemães, sírios, turcos e libaneses, o distrito de Itapina viu florescer uma rica sociedade, cujo testemunho são residências e repartições comerciais que resistiram ao declínio da cidade devido ao êxodo rural.

## História

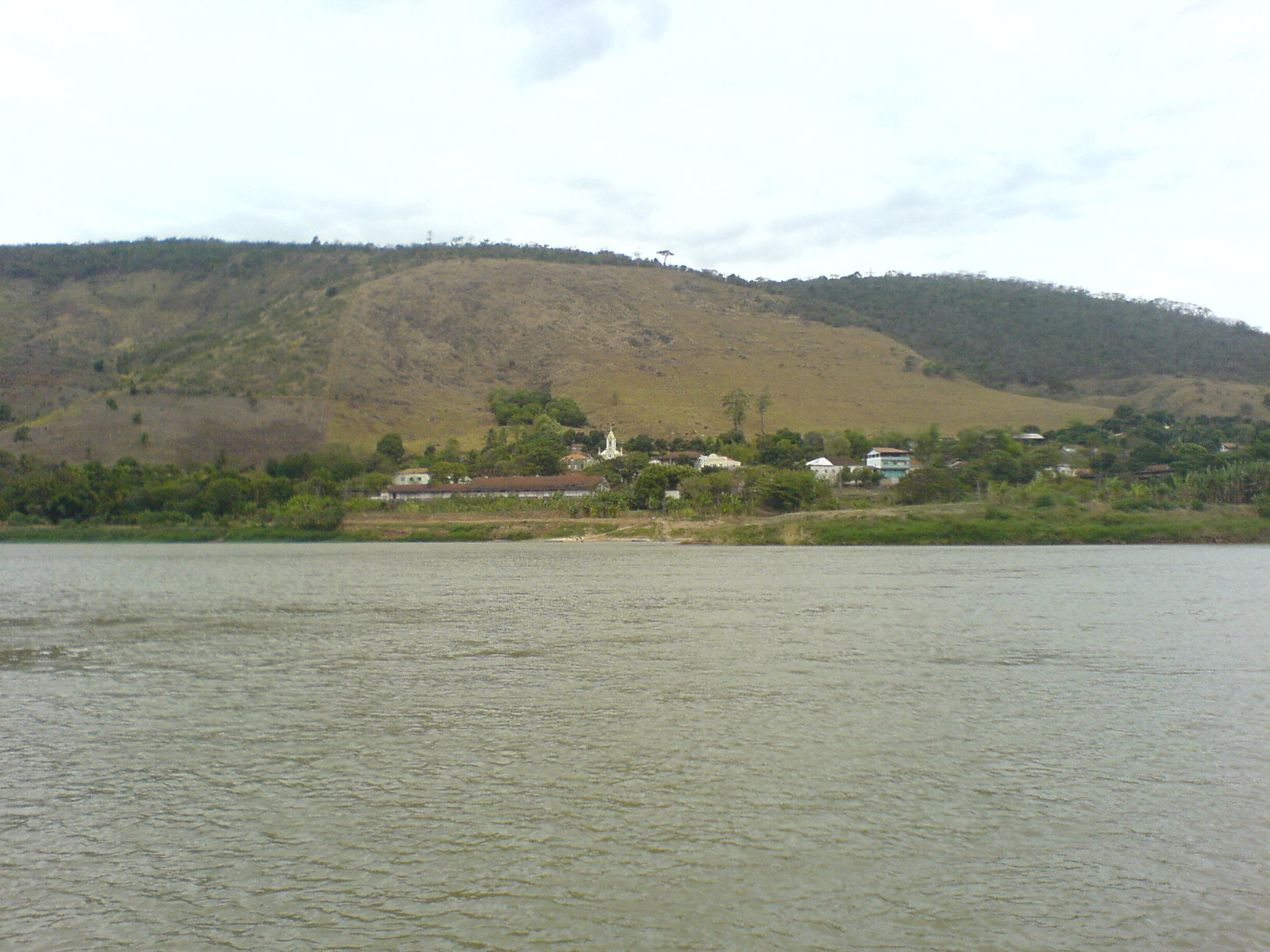
O distrito visto a partir do Rio Doce

Itapina foi fundada em meados do século XIX por imigrantes europeus, às margens do Rio Doce. Em 1919 foi inaugurada a Estação Ferroviária de Itapina, da Estrada de Ferro Vitória a Minas.
A partir da década de 1910, Itapina viu a cidade florescer e se tornar um dos polos comerciais de café mais ricos do Espírito Santo. Lojas de carros e artigos importados, comerciantes de seda, café e outros artigos finos, faziam o comércio de Itapina mais movimentado que o da sede do município, Colatina.
O vilarejo contava com fábricas, posto de gasolina, cinema, escola particular, posto de saúde e outras benfeitorias que poucas cidades do estado contavam na época. Foi uma das primeiras cidades capixabas a ter energia elétrica, fornecida por uma hidrelétrica particular que atendia à vila e era mantida por contribuições de seus moradores.
Itapina é um povoado bucólico e já foi um dos povoados mais ricos de Colatina no início do século XX, devido à comercialização do café. A 5 quilômetros do Vale do Santa Joana e a cerca de 25 quilômetros da sede do município, o povoamento da parte sul do rio Doce considerado mais novo que outros do distrito, entrou de jusante para montante e sua população é descendente de alemães, italianos e de portugueses.
No governo de Juscelino Kubitschek, dentro do Plano de Metas estava incluído um projeto de uma ponte que passaria sobre o Rio Doce e ligaria Itapina à então em construção BR-101, e encurtaria o caminho até Colatina em até 30 minutos.
Devido a falta de interesses políticos e a burocracia, a ponte foi abandonada e atualmente virou um ponto turístico da cidade. Mesmo com a erradicação do café que teve inicio na década de 1960, Itapina ainda resistiu à decadência, principalmente por seu forte comércio, sustentado pelos donos de propriedades rurais.

### Decadência do vilarejo

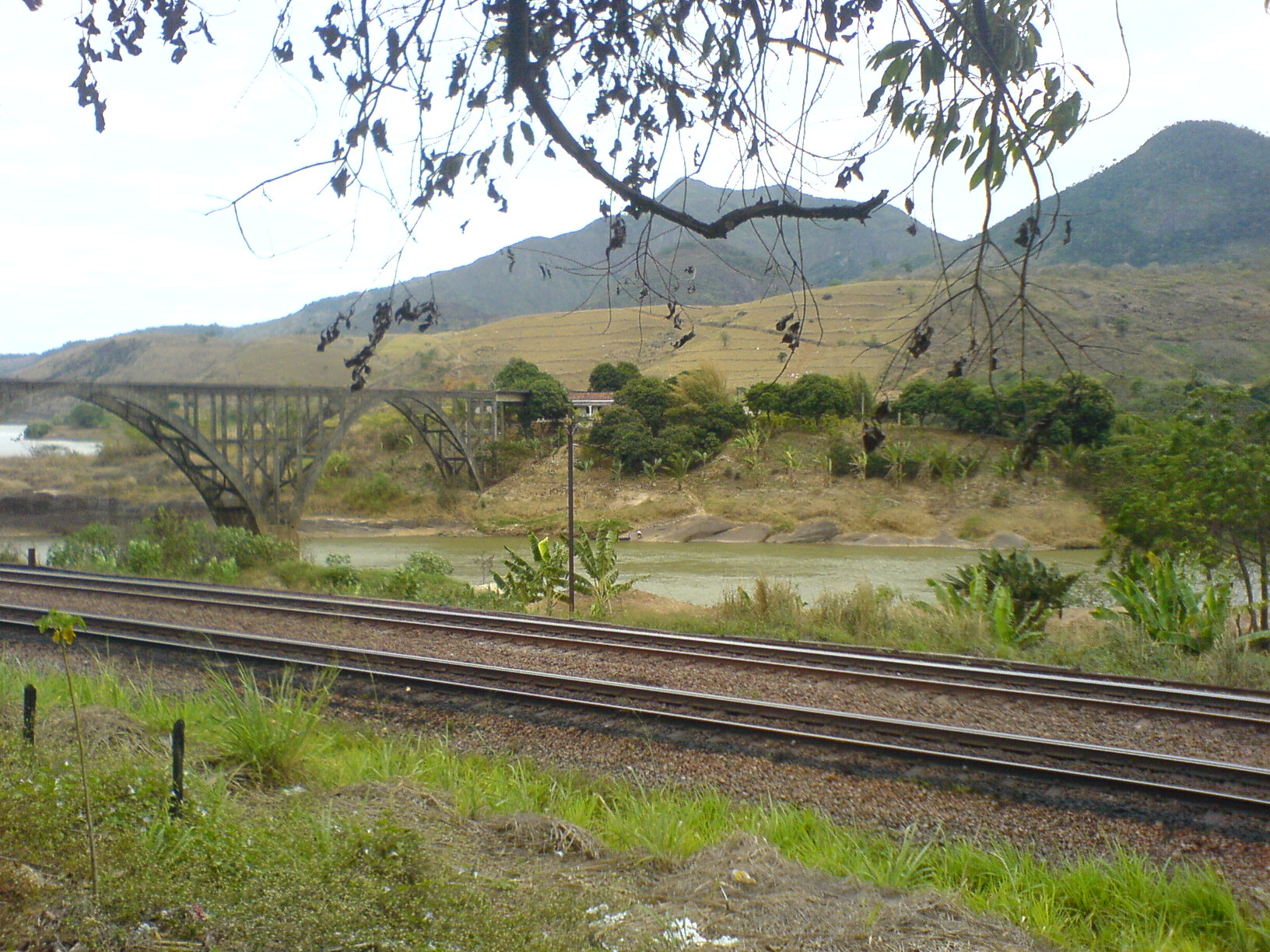
A ponte inacabada de Itapina, que encurtaria o caminho até Colatina em 30 minutos, acabou se tornando ponto turístico da cidade, vista a partir da Estrada de Ferro Vitória a Minas.

Desde a década de 1970 devido a um conjunto de fatores como o declínio da produção de café, o não término da ponte e o êxodo rural o vilarejo começou entrar em declínio, tendo grande parte de seus moradores se mudado para cidades maiores como Vitória e Colatina em busca de melhor qualidade de vida. Gradativamente os bares, clubes, meios de entretenimento, fábricas e até a escola particular foram fechados por inviabilidade econômica.
Atualmente a economia do vilarejo se reduz a bares, uma única farmácia e um posto de correio, e fora do perímetro urbano, de atividades agropecuárias. Logo na entrada do distrito, há uma fábrica de cerâmica artesanal, desativada há mais de 30 anos;
Após o rompimento de barragem em Mariana em 2015, o Rio Doce ficou contaminado com detritos e metais pesados, inviabilizando a atividade pesqueira. Com isso, a economia da região ficou ainda mais abalada.
Hoje o distrito ainda conta com duas Escolas situadas no mesmo prédio. Uma de ensino fundamental e outra de ensino médio, mantida pela Prefeitura Municipal de Colatina. A EMEF "Maria Ortiz" e o EEEM "Antõnio Eugênio Rosa", que recebe alunos de várias regiões próximas a Itapina.

## Geografia

### Localização
Fica localizada às margens do Rio Doce, junto à foz do Rio Laje, entre as cidades de Colatina e Baixo Guandu. São oito quilômetros de estrada de terra a partir da BR asfaltada. O distrito também pode ser acessado pelos trens da Estrada de Ferro Vitória a Minas, operada pela mineradora Vale.

### População
Pelo Censo 2010 (IBGE) a população total do distrito era de 2 498 habitantes, e a população urbana era de 696 habitantes.

## Atrações turísticas

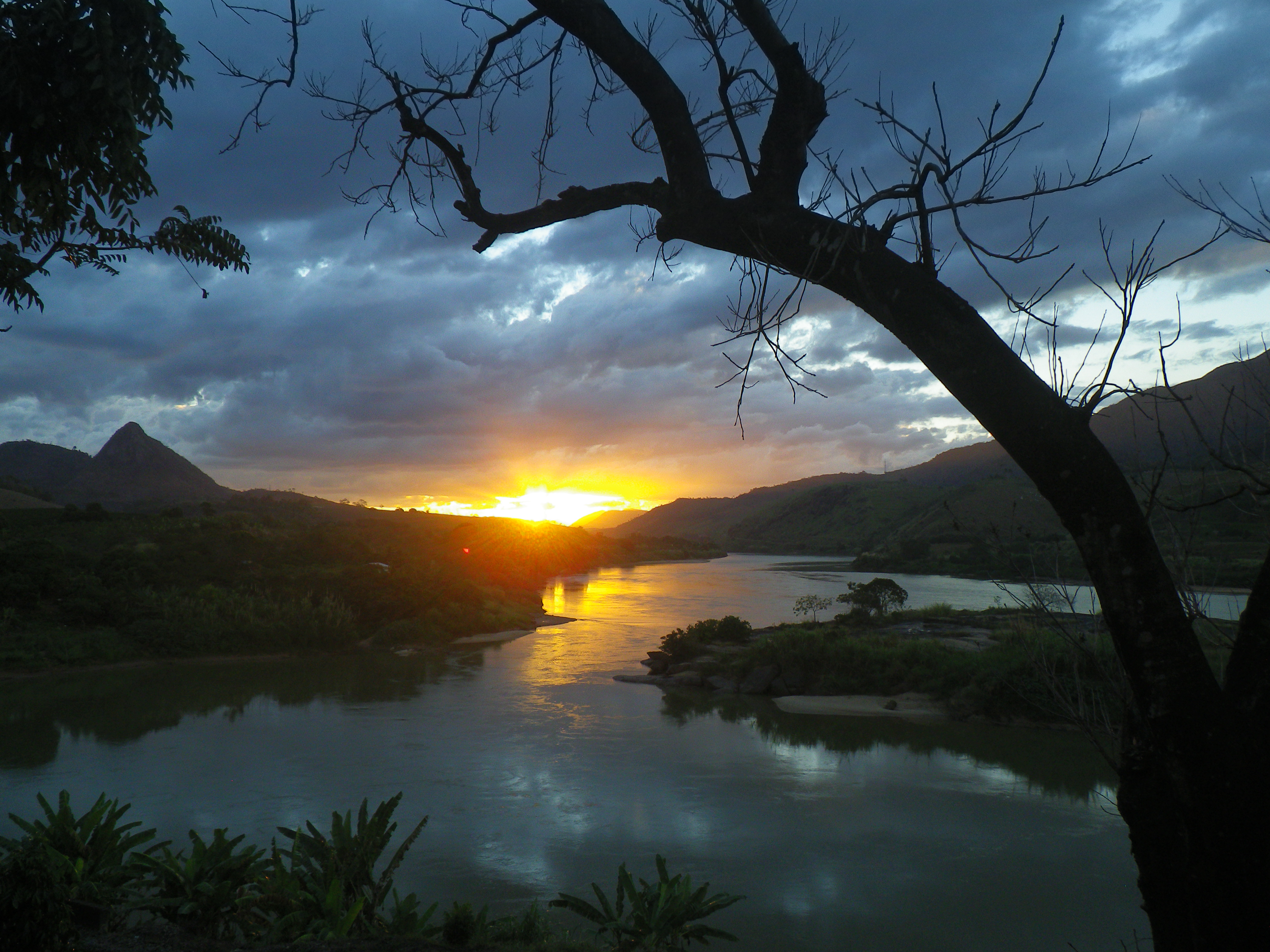
Pôr do sol no Rio Doce em Itapina

- FeNaViola (Festival Nacional de Viola), criado em 2007 com o intuito de melhorar a repercussão do lugar, teve sua segunda edição em 2008, na qual atraiu milhares de pessoas de todo o estado e até de Minas Gerais e outros estados. O Festival já contou com conhecidos nomes da MPB, como Zé Geraldo e Jair Rodrigues. A Festa se realiza, anualmente, durante o feriado de Corpus Christi.
- As construções preservadas, lembranças da riqueza da primeira metade do século XX;
- Passeio de trem até Colatina, Vitória ou Belo Horizonte pela Estrada de Ferro Vitória a Minas;
- Travessia do Rio Doce, por balsa, gratuitamente;
- Cachoeiras conservadas e limpas;
- Rio Doce, que atrai pescadores;
- Reserva Ecológica de Itapina;
- A ponte inacabada com vista para o por-do-sol no Rio Doce entre vales e montanhas.